# Кабардинська
Кабардинська — станиця в Апшеронському районі Краснодарського краю. Центр Кабардинського сільського поселення.
Населення близько дві тисячі мешканців.
Станиця розташована на берегах річки Пшиш, у гірськолісовій зоні, за 6 км північніше міста Хадиженськ. Залізнична станція Хадиженська на залізниці Армавір — Туапсе.

## Історія
Кабардинська станиця заснована у 1864 році, де оселилися козаки-переселенці зі станиць Баталпашинська й Біломечетська. Названа станиця отримала за 80-им Кабардинським полком. З кінця 1860-х по 1873 роки населений пункт значився як селище Кабардинське.